# Suzanne Orban
Suzanne Orban, épouse Lippens, née le 3 juin 1887 à Bruxelles et morte le 17 octobre 1971, est une féministe, infirmière de guerre et femme politique belge.

## Biographie
Née le 3 juin 1887 à Bruxelles dans une famille de la haute bourgeoisie, elle est la fille d'Alfred Orban, un philanthrope qui siège au Conseil des hospices de Bruxelles, et de Jeanne Van Volxem. Elle se marie en 1906 avec Paul Lippens (1875-1915). Le couple aura trois enfants. 
Elle suit en 1908 une formation d'infirmière dans l'école dirigée par Edith Cavell pour se conformer au nouvel Arrêté Royal du 4 avril 1908 qui exige que toute infirmière doit dorénavant  posséder un diplôme d'une école officielle.

### Première Guerre mondiale
Dès le début de la Première Guerre mondiale son mari s'engage comme volontaire. Suzanne en fait autant : après avoir placé ses trois enfants, elle travaille d'abord dans des hôpitaux à Gand, puis sur le front de l'Yser et rejoint l'hôpital l'Océan créé par le docteur Antoine Depage avec l'aide de la Reine Élisabeth à La Panne. Son mari blessé arrive dans cet hôpital et y meurt le 20 août 1915.

### Politique et engagement civique
Elle gère l'association La famille de l'infirmière créée par Thérèse Hymans, puis crée la Mutualité nationale des infirmières et travailleuses sociales et l'Amicale des infirmières du front 14-18 qu'elle préside à partir de 1945. Elle se bat pour que ces infirmières obtiennent le droit à une retraite.
Proche des milieux féministes, elle adhère en 1918 au Conseil national des femmes belges (CNFB), et en devient vice-présidente en 1934. Elle participe au congrès de l'Alliance internationale pour le suffrage des femmes qui se tient en 1920 à Marseille et à d'autres congrès féministes internationaux. 
En 1921 elle est élue au Conseil communal de la Ville de Bruxelles sur la liste libérale et réélue en 1926. Elle y intervient notamment pour défendre les conditions de vie des femmes et des enfants et la modernisation des maternités. En 1938 et 1946, elle est suppléante. La Ville de Bruxelles ouvre en 1926 une deuxième salle de lecture à l'école primaire nº 20 au 53 de la rue du Canal; créée grâce aux libéralités de Suzanne Orban-Lippens, aussi présidente du comité scolaire de l'école nº20, cette bibliothèque est dénommée "Heure Joyeuse Suzanne Lippens". 

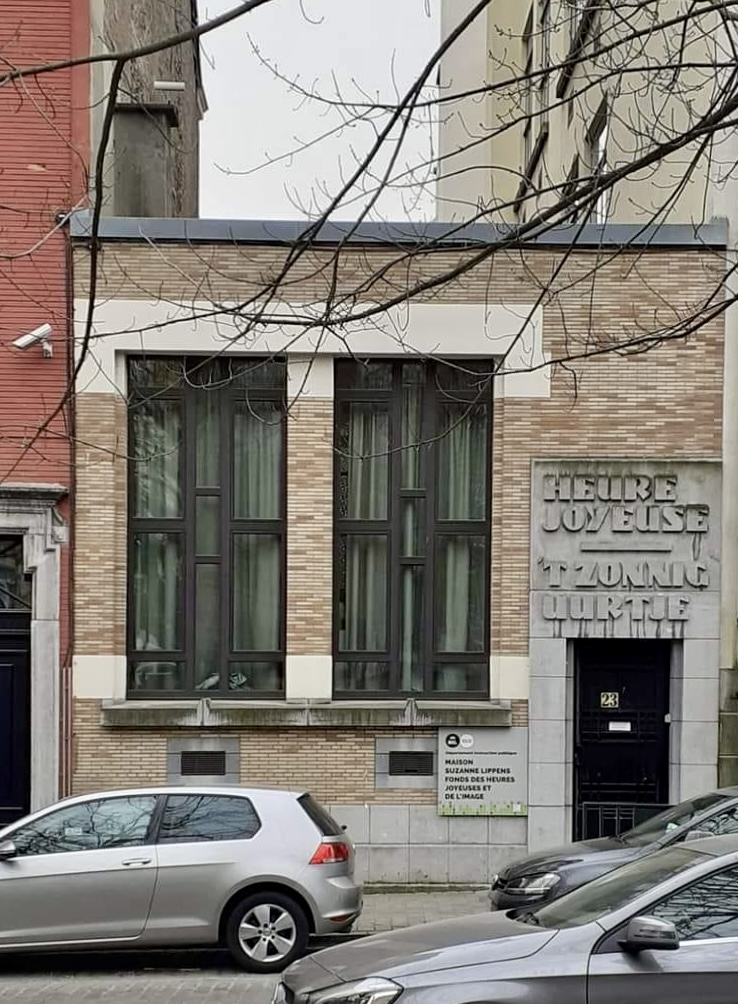
Bibliothèque Heure Joyeuse à Bruxelles

En 1921, elle met sur pied la Croix-Rouge de Belgique et, en 1935 elle siège à son Conseil général. Elle est également active à la Ligue nationale contre la tuberculose. 
Elle participe aussi, en 1937, avec Georgette Ciselet à la création de Solidarité. 

### Seconde guerre mondiale
Au cours de la Seconde Guerre mondiale, Suzanne Lippens s'engage au sein du Service de renseignements et d'actions, où elle accède au grade d'adjudant et cache des enfants juifs et des résistants.  
Elle voyage beaucoup : Israël, Jordanie, Liban, Inde, Népal.
Elle meurt le 17 octobre 1971à l'âge de 84 ans.

## Distinctions
- Chevalier de l'ordre de Léopold[3]
- Officier de l'ordre de Léopold II[3]
- Croix de guerre 1940-1945 avec palmes[3]
- Médaille interalliée de la Victoire[1]

- Médaille Florence Nightingale de la Croix-Rouge en 1951